# Golden Trailer Awards
Los Golden Trailer Awards son una entrega de premios anual estadounidense para avances de películas fundada en 1999. Los premios también honran los mejores trabajos en todas las áreas del marketing de películas y videojuegos, incluidos carteles, anuncios de televisión y otros medios, en 108 categorías.
Ha sido llamado "el show de premios de Hollywood para la era post-MTV" y sus fundadores lo han llamado "la gente que condensa 120 minutos en una obra menor de dos minutos".

## Descripción
La primera ceremonia de los premios Golden Trailer Awards se llevó a cabo el 21 de septiembre de 1999 en Nueva York y contó con 19 categorías. Este jurado estuvo formado por Quentin Tarantino, Stephen Wooley, Jeff Kleeman y David Kaminow (de Miramax). Las cofundadoras, las hermanas Evelyn Watters y Monica Brady, promocionaron su festival inaugural proyectando los trailers nominados dentro de un trailer Airstream pintado de oro en el festival Sundance de 2000.
Las ceremonias se trasladaron a Los Ángeles en 2002. Entre los jurados notables de los años siguientes se encuentran Pedro Almodóvar, Joel Siegel, Ben Stiller, Benicio Del Toro, Glenn Close y Brett Ratner. A pesar de que las ceremonias se han ampliado para incluir 108 categorías (espectáculo y no espectáculo), se han esforzado en ser breves (70 minutos), como las obras que reconocen. Todas las ediciones se han retransmitido online; Los años más recientes se han televisado en varias redes, incluidas HDNet, ReelzChannel y MyNetworkTV de Fox.
Las adiciones notables a la lista de premios incluyen el premio "Vellocino de Oro", otorgado al tráiler que le da mayor atractivo a una mala película. La directora ejecutiva Evelyn Watters lo describe como una celebración del "puro arte de cortar"; La productora ejecutiva Monica Brady lo describe como un reconocimiento a "un gran tráiler de una película que no lo es tanto". También ha sido llamado "el [premio] más esperado de la noche".
Los anfitriones de las ceremonias de premiación incluyeron a Kathy Griffin (2002), Dennis Miller (2003), Tom Green (2004), Sinbad (2008), Natasha Leggero (2011), TJ Miller (2015) y Wayne Brady (2016, 2017). El premio fue diseñado por el artista Jim Bachor.
La novena edición anual de los Golden Trailer Awards (transmitidos como Movie Preview Awards en MyNetworkTV) en 2008 estuvieron en el Orpheum Theatre de Los Ángeles. The Dark Knight ganó tres premios: Mejor Acción, Mejor Póster de Blockbuster de Verano y Tráiler del Año en la votación del público realizada por USA Today.
La 19ª ceremonia anual de premios se llevó a cabo el 31 de mayo de 2018 en el Teatro del Ace Hotel en Los Ángeles. Michelle Buteau fue la anfitriona y maestra de ceremonias, y entre las presentadoras se encontraban Kate Flannery, Lea DeLaria, Yvette Nicole Brown, Nicole Sullivan y Missi Pyle. Paul Dergarabedian de comScore entregó el premio Box Office Weekend Award (The Bow) a Avengers: Infinity War por la recaudación más alta en tres días entre el 1 de mayo de 2017 y el 30 de abril de 2018.

## Enlaces
- Los premios Golden Trailer
- "Here & Now" (NPR) analiza "Qué hace que un tráiler sea excelente" con la cofundadora de los premios Golden Trailer Awards, Monica Brady

- Datos: Q915280